# Vladas Sidoravicius
Vladas Sidoravicius (ur. w 1963 w Wilnie, zm. 23 maja 2019 w Szanghaju) – litewsko-brazylijski matematyk specjalizujący się w teorii prawdopodobieństwa.

## Życiorys i kariera
W 1985 ukończył studia licencjackie z matematyki na Uniwersytecie Wileńskim, rok później zostając magistrem. W 1990 uzyskał doktorat na Moskiewskim Uniwersytecie Państwowym im. M.W. Łomonosowa (promotorem jego rozprawy zatytułowanej Method of Stochastic Quantization był Vadim Alexandrovich Malyshev). 
Po stażach podoktorskich w Europie, w 1993 wyjechał do Brazylii. W latach 1999-2015 był profesorem w Instituto Nacional de Matemática Pura e Aplicada, skąd przeniósł się na New York University Shanghai, gdzie pracował do śmierci.  
Wypromował 6 doktorów.
Autor ponad 100 artykułów naukowych. Swoje prace publikował m.in. w „Communications on Pure and Applied Mathematics”, „Electronic Journal of Probability”, „Journal of Statistical Physics”, „Annals of Probability”, „Communications in Mathematical Physics " i najbardziej prestiżowych czasopismach matematycznych świata: „Annals of Mathematics” i „Inventiones Mathematicae”.
W roku 2014 był prelegentem sekcyjnym na Międzynarodowym Kongresie Matematyków. Zorganizowana w czerwcu 2019 XXIII Brazilian School of Probability została dedykowana jego pamięci.